# Poort (computer)

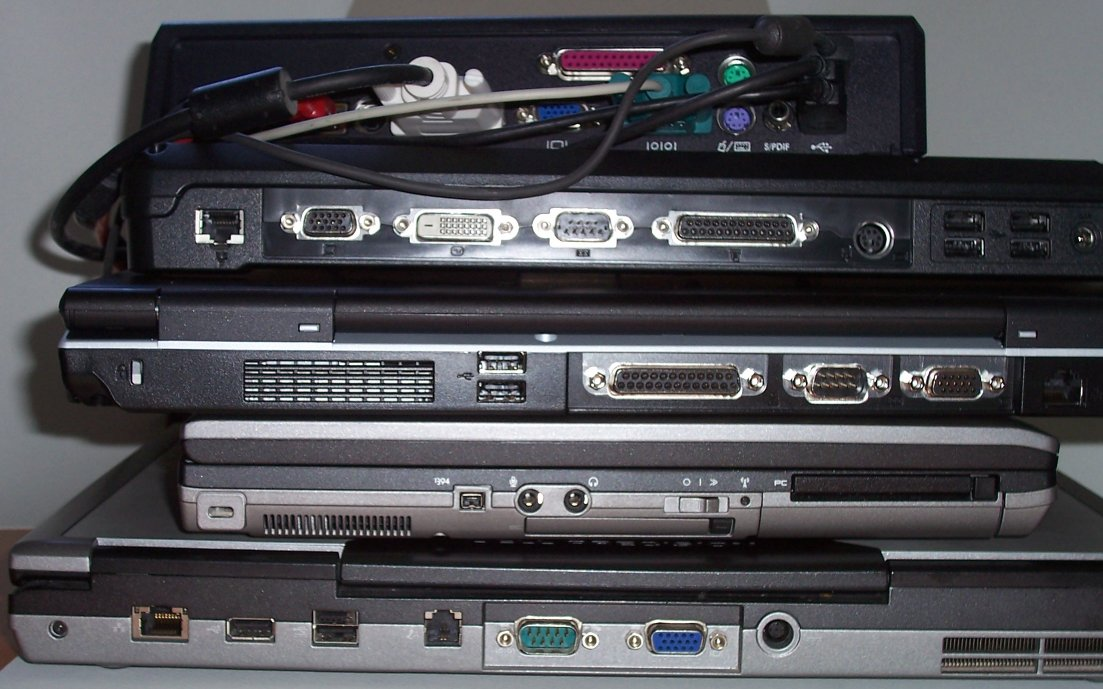
Poorten

Een poort in de informatica heeft verschillende betekenissen. Het is, afhankelijk van de betekenis, hetzelfde als het Engelse gate of een wat ongelukkige vertaling van het Engelse begrip port. De letterlijke Nederlandse betekenis van poort als "toegang" dekt de lading uitstekend.

## Poort

### Hardwarepoort
Een hardwarepoort is de in- en/of uitgang van een computer, waar een randapparaat op kan worden aangesloten. Bijvoorbeeld:
- Parallelle poort (LPT) - meestal gebruikt om een printer aan te sluiten
- Seriële poort (COM) - muis, extern modem
- USB - universele seriële poort
- PS/2 - muis
- Toetsenbord
- Joystick/MIDI
- VGA-poort - voor het weergeven van beelden
- HDMI - voor audio- en videosignalen in ongecomprimeerde digitale vorm
- netwerkkabelaansluiting (het fysieke stopcontactje)
- telefoonkabelaansluiting bij computers met ingebouwd modem

### Netwerkpoort
Een netwerkpoort is een nummer dat aan gegevens in het TCP/IP-protocol wordt gehangen, naast het IP-adres. Het poortnummer wordt door het ontvangende systeem gebruikt om te bepalen voor welk programma de gegevens zijn bestemd. Een bepaald soort programma's (server of daemon) kan luisteren op een bepaalde poort, oftewel wachten totdat het een aanvraag krijgt die op die poort binnenkomt. Vervolgens kan het op deze aanvraag reageren, bijvoorbeeld door het verzenden van een antwoord aan het programma dat de aanvraag heeft gestuurd. Een webserver werkt op deze manier.

### I/O (machine)-poort
Intel-processoren maken gebruik van het concept I/O (In/Out) poort om te bepalen welke hardware moet worden aangesproken. Iedere processor heeft 65536 (216 = 16-bits) poorten waarop verbindingen gemaakt kunnen worden. Deze zijn genummerd van 0 t/m 65535.

## Gate
Een logische poort (zie aldaar) is een elektronische schakeling die een bepaalde digitale functie uitvoert. Hij heeft bijvoorbeeld een hoge uitgang (logische "1") als beide ingangen laag (logische "0") zijn. Een digitale elektronische schakeling bestaat uit een groot aantal poorten, waarvan er tegenwoordig miljoenen in een enkele geïntegreerde schakeling zitten.

## Voorbeelden
Enkele voorbeelden van poorten met bijbehorende aansluitingen:
| USB                                                     |  |  |           |
| FireWire                                                |  |  |           |
| Ethernetpoort                                           |  |  |           |
| Seriële poort, 9-polig mannelijk of 25-polig mannelijk  |  |  |           |
| Parallelle poort, 25-polig vrouwelijk                   |  |  | IEEE 1284 |
| PS/2-interface, groen voor muis, paars voor toetsenbord |  |  |           |
| Video graphics array VGA connector                      |  |  |           |
| Digital Visual Interface                                |  |  |           |
| High-Definition Multimedia Interface                    |  |  |           |
| Klink                                                   |  |  |           |
| SCSI                                                    |  |  |           |
| DC connector                                            |  |  |           |
| IEC connector                                           |  |  | IEC 60320 |